# Baccio Aldobrandini
Baccio Aldobrandini (né le 20 août 1613 à Florence, alors capitale du grand-duché de Toscane et mort le 21 janvier 1665 à Rome) est un cardinal italien du XVIIe siècle. 
Il est le demi-oncle du cardinal Alessandro Aldobrandini (1730) et est de la famille du pape Clément VIII. D'autres cardinaux de sa famille sont Pietro Aldobrandini (1593), Cinzio Passeri Aldobrandini (1593), Silvestro Aldobrandini (1603) et Ippolito Aldobrandini, iuniore (1621).

## Biographie
Baccio Aldobrandini est chambellan privé du pape et chanoine à la basilique Saint-Pierre. Le pape Innocent X le crée cardinal lors du consistoire du 19 février 1652. 
Le cardinal Aldobrandini participe au conclave de 1655, lors duquel Alexandre VII est élu pape.

### Sources
- Fiche du cardinal sur le site fiu.edu